# Frédéric Rossif
Frédéric Rossif (n. 16 februarie 1922, Cetinje, comuna Cetinje, Muntenegru – d. 18 aprilie 1990, Paris, Île-de-France, Franța) a fost un regizor francez, de film  și televiziune, specializat în principal în filme documentare, folosind în mod frecvent imagini de arhivă. Principalele teme ale lui Rossif sunt viața sălbatică, istoria secolului al XX-lea și artiștii contemporani. A colaborat frecvent cu compozitorii Maurice Jarre și Vangelis.

## Biografie
Rossif s-a născut în Cetinje, Muntenegru, în fosta Iugoslavie. Și-a pierdut familia în tinerețe, părinții murind în cel de-Al Doilea Război Mondial. A studiat la Roma la sfârșitul anilor 1930 și începutul anilor 1940, înainte de a se înscrie în semibrigada a 13-a din Legiunea Străină franceză. După război, Rossif s-a stabilit la Paris și a lucrat în Clubul Saint-Germain. În acești ani intră în contact printre alții cu Jean-Paul Sartre, Boris Vian, Albert Camus, Ernest Hemingway și Malcolm Lowry.
Încă din 1948 Rossif a colaborat activ cu Cinémathèque Française, organizând, printre altele, un festival avangardist la Antibes în anii 1949-1950. În 1952 s-a alăturat Oficiului de Radiofuziune și Televiziune Franceză. Printre primele proiecte la care a participat se numără Cinq colonnes à la une, Éditions spéciales, La Vie des animaux și Cinépanorama (1956) lui François Chalais (producător); La Villa Santo-Sospir (1952), un documentar despre o vilă decorată de Jean Cocteau (regizor secund), și Si Versailles m'était conté (1954), în care a și jucat.
Spre sfârșitul anilor 1950, Rossif a început să scrie scenarii și să regizeze propriile filme, lucru care i-a adus succesul rapid. Filmul Mourir a Madrid (1963), despre Războiul Civil Spaniol, a primit premiul Jean Vigo în același an și a fost nominalizat la premiile Academiei de Film, secțiunea documentare. Câteva coloane sonore ale filmelor sale din anii 1960 au fost compuse de Maurice Jarre. În 1970 Rossif a realizat primul film său non-documentar Aussi loin que l'amour, avându-l pe Salvador Dalí în distribuție.
La începutul anilor 1970, Rossif s-a asociat cu compozitorul grec Vangelis în Paris. Cei doi au colaorat la numeroase filme, cele mai importante fiind documentarele despre viața sălbatică L'Apocalypse des animaux, L'Opéra sauvage și La Fête sauvage, muzică care va fi publicată și în albume. Coloana sonoră a episodului 6 din L'Apocalypse, "La Petite Fille de la Mer" devine o populară piesă de muzică clasică modernă. În 1980, Rossif a regizat și un documentar dedicat lui Vangelis, numit L'Arbre de vie.
Rossif a murit în 1990 și a fost îngropat în Cimitirul Montparnasse din Paris. Ultimele sale proiecte includ De Nuremberg à Nuremberg (1989), un documentar despre Al Doilea Război Mondial, și Pasteur le Siecle (1987), un documentar făcut cu ocazia aniversării a 100 de ani a Institutului Pasteur, o îndepărtare a regizorului de temele uzuale.

## Filmografie
Viața sălbatică:
- La Vie des animaux (serial TV în anii '50, producător)
- Nos amis les bêtes (serial TV în anii '50, producător)
- 1963, Les Animaux*
- 1970-1971, L'Apocalypse des animaux (serial TV, 6 episoade)**
- 1975-1981, L'Opéra sauvage (serial TV, 22 episoade)**
- 1975, La Fête sauvage (film de lung metraj), viața sălbatică din Africa**
- 1984, Sauvage et beau (film de lung metraj)**
- 1986, Splendeur sauvage (compilație)**
- 1989, Beauté sauvage (compilație)**
- 1989, Les Animaux de Frédéric Rossif (compilație)**

Artă și muzică :
- 1971, Cantique des créatures
- 1971, Georges Mathieu ou la fureur d'être**
- 1972, Au Pays des visages, despre fotograful Gisèle Freund**
- 1974, Georges Braque ou le temps différent**
- 1981, Jacques Brel
- 1981, Pablo Picasso peintre**
- 1980, Des compagnons pour vos songes
- 1983, Les Grandes Demoiselles, Étienne Hajdu, sculpteur despre sculptorul Étienne Hajdu
- 1985, La Fête de la musique (festival à Paris)
- 1986, Le Cœur musicien
- 1989, Morandi, despre pictorul Giorgio Morandi**

Altele:
- 1959, Imprévisibles Nouveautés, despre industria petrolieră, pentru comemorarea a 100 de ani de forări, Edwin Drake
- 1959, Spécial Noël : Jean Gabin
- 1961, Le Temps du ghetto, despre ghetourile evreiești din Varșovia, Polonia*
- 1961, Vél d'hiv (scurtmetraj), despre sportul la Vélodrome d'hiver, rue Nélaton (15e)*
- 1962, De notre temps (scurtmetraj)
- 1963, Mourir à Madrid, despre Războiul Civil Spaniol*
- 1963, Pour l'Espagne, despre Spania*
- 1964, Encore Paris (scurtmetraj)*
- 1966, La Chute de Berlin, despre Bătălia Berlinului
- 1966, La Liberté de blâmer (scurtmetraj), despre un ziar cotidian (?)
- 1966, Donner à voir (serial TV, 3 episoade), despre primele filme despre țările străine
- 1966, Un roi en Bavière, despre viața lui Ludovic al II-lea al Bavariei
- 1967, La Révolution d'octobre, despre Revoluția din Octombrie
- 1968, Un mur à Jérusalem, despre istoria evreilor
- 1969, Pourquoi l'Amérique?, despre istoria Americii între 1917 și 1939
- 1971, Aussi loin que l'amour (singurul film non-documentar al lui Rossif)
- 1976, Les Crèches du monde
- 1976, Plus vite que le soleil (scurtmetraj), despre Concorde**
- 1978, Heureux comme le regard en France, despre arta franceză contemporană
- 1980, Une prière qui danse
- 1981, L'Arbre de vie, despre Vangelis**
- 1983, Pour la musique (?)
- 1987, Pasteur le Siècle, 100 de ani de la înființarea Institutului Pasteur**
- 1989, De Nuremberg à Nuremberg (4 părți a câte o oră), despre Procesele de la Nürnberg**
- 1989, Tatie Danielle (ca actor)
- 1990, Les Sentinelles oubliées, despre comuniștii din America**

În liste * marchează filmele cu coloana sonoră compusă de Maurice Jarre, iar ** marchează filmele cu coloana sonoră compusă de Vangelis. Multe din piesele compuse de Vangelis sunt folosite de Rossif în mai multe filme.